# Frédéric Rey
Ne doit pas être confondu avec Frédéric Le Rey.
Frédéric Rey, né le 9 octobre 1926 à Mayres et mort le 29 juin 1989 à Saint-Mandé, est un écrivain français. 

## Œuvre
- L'énarque et le voyou, Flammarion, 1974
- La haute saison, Flammarion, 1984  (ISBN 978-2-08064-631-6)
- La compagnie des dames, Flammarion, 1981  (ISBN 978-2-08064-394-0)
- La Vie téméraire, Flammarion, 1979  (ISBN 978-2-08064-159-5)
- Ève octogénaire, Flammarion, 1977  (ISBN 978-2-08060-957-1)
- Un fils pour l'automne, Flammarion, 1976
- Le Maître des sables et du vent, J'ai Lu, 2001  (ISBN 978-2-08064-971-3)
- L'homme Michel Ange, Fallois, 1989  (ISBN 978-2-69945-989-5)
- Pleins feux sur Raphaël, Hachette jeunesse, 1990

## Prix et récompenses
- Grand prix des lectrices de Elle en 1985.